# AMD Phenom II
Phenom AMD FX
Phenom II est le nom commercial donné par AMD à son die-shrink du Phenom en 45 nm. Annoncé en novembre 2008 puis lancé au début de l'année 2009, le Phenom II a pour but de redresser la barre après l'échec du Phenom face aux Core 2 d'Intel. La commercialisation du Phenom II s'effectue en trois temps : Il est d'abord proposé pour le socket AM2+ (DDR2) (janvier 2009), puis avec le nouveau socket AM3 (DDR3/DDR2) (février 2009) et enfin avec la déclinaison mobile (mai 2010). Il entre en concurrence directe avec les processeurs Intel gravés en 45 nm puis 32 nm des architectures Intel Core Architecture et Nehalem. Cette gamme a, à partir du second semestre 2009, été complétée vers le bas de gamme par les Athlon II.

## Architecture

Figure 1 : schéma d'organisation du die du Phenom II.

Le Phenom II reste basé sur l'architecture K10 (appelée aussi « Stars » ) que le Phenom avait inaugurée. Bien qu'il ne s'agisse que d'un die-shrink, AMD a peu communiqué sur les évolutions de son architecture. Outre les éléments décrits par la suite, on peut citer :
- l'augmentation de la taille de certaines zones de mémoire tampon, facilitant les mécanismes de préchargement des données,
- l'apport de la technologie Smart-Fetch qui permet de transférer le contenu des mémoires caches L1 et L2 de chaque cœur dans la mémoire cache L3, de manière à l'arrêter totalement en cas de période d'inactivité.

### Die-shrink 45 nm
Le passage en 45 nm s'effectue avec près d'un an de retard par rapport à son concurrent Intel. Toujours basé sur des wafers de type SOI, il introduit l'utilisation d'une nouvelle technologie de gravure, développée conjointement avec IBM et appelée lithographie en immersion. Son principe repose sur l'utilisation d'une eau pure que traverse le rayon lumineux pour réduire la longueur d'onde du faisceau et donc la finesse de la gravure.
L'amélioration de la finesse de gravure s'accompagne aussi d'une modification du die (figure 1). Elle permet tout d'abord de réduire sa taille qui passe de 285 mm2 à 258 mm2 tandis que le nombre de transistor augmente et atteint 758 millions contre 450 millions auparavant. Cette augmentation des composants se répercute surtout sur les caches dont le L3 passe de 2 Mio à 6 Mio tandis que les L1 et L2 restent inchangés. Toutefois la fréquence du cache L3 baisse légèrement : 1 800 MHz contre 2 000 MHz pour le Phenom.

La consommation électrique, jugée excessive sur le Phenom, retrouve des niveaux proches des Core 2 tout en restant légèrement supérieure. De la même manière, la gestion de l'énergie qui s'était montrée défaillante sur le Phenom, a été améliorée : le Cool n'Quiet évolue en version 3.0 et permet maintenant de baisser le coefficient à ×4 au repos.

### Socket AM3

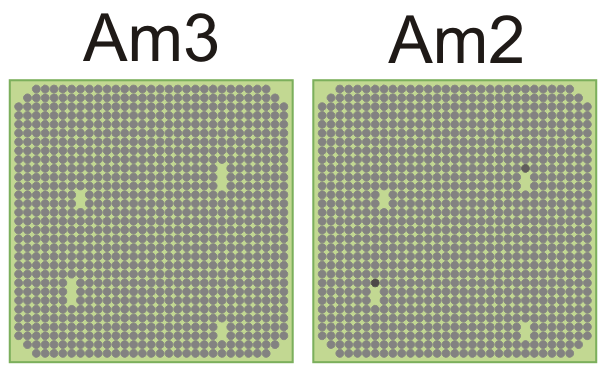
Fig. 2 : schéma d'organisation des pins pour les sockets AM3 et AM2(+). En foncé sur le socket AM2, les pins supplémentaires.

Le socket AM3 est une évolution du socket AM2+ qui se distingue par une configuration légèrement différente des pins : les processeurs pour socket AM3 bénéficient ainsi de 938 pins contre 940 pour les AM2+ (figure 2). Cette différence de seulement 2 pins se manifeste par une modification des butoirs sur le socket et permet ainsi aux processeurs pour socket AM3 de conserver une compatibilité avec les socket AM2 et AM2+ tandis que l'inverse n'est pas possible. Cette initiative permet ainsi une évolution à moindre coût à partir d'une carte mère à socket AM2/AM2+ à condition que les fabricants de cartes-mères mettent à jour leur bios.

Cependant, la commercialisation de processeurs à socket AM3 s'effectue dans un deuxième temps car le fondeur commercialisa en premier des Phenom II pour socket AM2. Si ce choix peut satisfaire les possesseurs de plateforme AM2, elle présente pour autant le risque d'induire en erreur les consommateurs qui souhaiteraient obtenir une plateforme entièrement renouvelée. Ainsi au cours du lancement des premiers Phenom II, il a été reproché à AMD de ne pas avoir attendu quelques mois pour ne proposer que des processeurs pour socket AM3.

### Contrôleur mémoire DDR3
L'apparition des Phenom II à socket AM3 introduit la gestion de la mémoire DDR3 en plus de la DDR2. Deux contrôleurs mémoires sont ainsi implantés sur le die (figure 1) mais pour les modèles dédiés au socket socket AM2+ le contrôleur DDR3 est désactivé. La mémoire DDR2 est officiellement gérée jusqu'à la DDR2-1066 bien que son intérêt soit limité car elle présente des performances proche de la DDR2-800 tandis que la DDR3 est gérée jusqu'à 1 600 MHz. Toutefois, et contrairement à l'architecture Nehalem d'Intel, qui gère la mémoire DDR3 en triple canal, le Phenom II ne supporte que la gestion double canal.

### Révision C3
Début novembre 2009, AMD lance une nouvelle révision succédant à la C2. Cette révision C3 annonce avant tout une meilleure maitrise par AMD de son processus de fabrication si bien qu'il est en mesure de proposer des modèles à plus faible TDP grâce à une baisse de la tension appliquée au processeur (Vcore). Le premier modèle annoncé est ainsi le X4 965s dont le TDP passe de 140 W à 125 W. Le fondeur en profite aussi pour corriger le bug lié à l'utilisation simultanément de quatre barrettes mémoires DDR3-1333 et la gestion de l'état de veille C1E est désormais gérée de manière totalement matérielle à l'image des Athlon II. Enfin cette nouvelle révision est aussi l'occasion pour AMD de proposer une nouvelle version de son logiciel Overdrive (version 3.1).

### Plate-forme AMD
Les plates-formes sont une initiative d'AMD pour convaincre les utilisateurs ainsi que les OEM de l'utilité d'une plateforme 100 % AMD comprenant un ensemble CPU-Chipset-GPU. Par son aspect complet, la plate-forme se veut attractive pour le jeu et le multimédia en favorisant l'intégration des composants. Son principe a été inauguré avec les AMD Phenom et la plate-forme Spider.

#### Dragon
Succédant à la plate-forme Spider pour Phenom, la plate-forme Dragon ne présente pas de changement notable en dehors de l'ajout du Phenom II. Cette première plate-forme pour Phenom II apparait ainsi comme une solution temporaire car elle conserve les chipsets de la précédente gamme Phenom (AMD 790FX/GX) et les cartes graphiques basé sur le RV7x0 (série HD4x00). Cette situation s'explique par le retard de développement des prochains chipsets de génération 8x0 et d'autre part par les très bonnes performances des Radeon HD48x0.

#### Leo
La plate-forme Leo se présente comme la plate-forme mature pour Phenom II. Elle inaugure ainsi les chipsets de la série 8x0 (chipsets 890FX/GX) conçu spécifiquement pour les Phenom II et  associés au southbridge SB850. Elle profite aussi de la commercialisation de la nouvelle génération de Radeon HD58x0, compatible DirectX 11 et gravé en 40 nm.

### Overclocking
Grâce à une montée en fréquence initiale plus élevée et une meilleure gestion de la finesse de gravure, les Phenom II offrent de bien meilleures performances en overclocking que leur prédécesseur. Ainsi le Phenom II X4 940 BE (3,0 GHz) peut atteindre 3,6 GHz alors que les Phenom ne pouvaient grimper que de 200 à 300 MHz. En outre il n'est plus affecté par le cold bug ce qui permet d'exploiter des refroidissements extrêmes (refroidissement à changement de phase : carboglace, azote liquide (ou LN2)  & hélium) pour des températures inférieures à −100 °C. À l'occasion de leur commercialisation, le logiciel AMD Overdrive a été mis à jour dans sa version 3.0 intégrant la gestion des profils et de la vitesse du ventilateur. Malheureusement, la montée en fréquence via le bus processeur et assisté par le logiciel Overdrive n'est pas aisée et s'avère plus facile en jouant sur le coefficient multiplicateur.
Avant même leur commercialisation (novembre 2008), AMD annonçait déjà que les Phenom II s'overclockent très facilement au point qu'il serait possible d'atteindre facilement 4 GHz avec un simple refroidissement à air et jusqu'à 6 GHz avec des refroidissements extrêmes. Ce point contraste alors beaucoup avec la précédente génération qui ne fut guère prisée pour l'overclocking. Une première démonstration est effectuée lors d'une exposition à Austin (Texas) où les ingénieurs de AMD auraient réussi à atteindre 6 GHz  grâce à un refroidissement à −185 °C et une tension de 1,9 V soit une valeur supérieure à celle pratiquée sur les processeurs Nehalem overclockés.
Depuis leur commercialisation, les Phenom II ont bien démontré leur potentiel avec des pointes à plus de 7 GHz (7 192,73 MHz). Si de telles performances en refroidissement extrême permettent aux Phenom II de largement dépasser les processeurs Intel Core 2 (6 820,31 MHz), il n'en est rien pour les refroidissements par air. De plus, leur bonnes performances en refroidissement extrême pour un quad core a depuis été égalé voire amélioré par les Intel Core i7 (7 195,53 MHz) et Bulldozer (8 794,33 MHz).
|                 | Auteur               | Processeur            | Fréquence    | Date               |
| --------------- | -------------------- | --------------------- | ------------ | ------------------ |
| Record du monde |                      |                       |              |                    |
|                 | Andre Yang           | AMD FX-8350           | 8 794,33 MHz | 19 novembre 2012   |
| AMD Phenom II   |                      |                       |              |                    |
| 1               | FtW 420              | Phenom II X4 955 BE   | 7 192,73 MHz | 3 octobre 2011     |
| 2               | AMDnord              | Phenom II X4 955 BE   | 7 182,46 MHz | 28 mars 2011       |
| 3               | chew*                | Phenom II X4 955 BE   | 7 168,72 MHz | 30 janvier 2011    |
| 4               | TaPaKaH              | Phenom II X4 955 BE   | 7 163,31 MHz | 14 avril 2011      |
| 5               | Biostar_Korea NAMEGT | Phenom II X4 955 BE   | 7 153,89 MHz | 30 novembre 2010   |
| Autre AMD       |                      |                       |              |                    |
| K8              | IT168_OCP-Carter     | Athlon 64 X2 5400+ BE | 4 294,49 MHz | 24 décembre 2008   |
| Record Intel    |                      |                       |              |                    |
| NetBurst        | duck                 | Celeron 360           | 8 320,40 MHz | 17 octobre 2011    |
| Autre Intel     |                      |                       |              |                    |
| Core ix         | duck@Intel Japan KK  | Core i5 655K          | 7 307,84 MHz | 1er septembre 2010 |
| Core 2          | F.O.G.N.A.           | Core 2 Duo E8600      | 6 820,31 MHz | 10 octobre 2009    |

## Nomenclature
À l'image de la précédente gamme Phenom, tous les noms de code des processeurs Phenom II correspondent à des noms courants en astronomie :
- Thuban, nom arabe signifiant Dragon en rapport avec la principale étoile de la constellation du Dragon.
- Deneb : nom traditionnel de Alpha Cygni, étoile la plus lumineuse de la constellation du Cygne.
- Heka : nom traditionnel de Lambda Orionis, étoile de la constellation d'Orion.
- Callisto : nom d'un des satellites naturels de Jupiter.

### Prototype
La première nomenclature proposée par AMD a été dévoilée au cours du mois de septembre 2008. Elle est construite comme une continuité de la précédente nomenclature Phenom. Ce premier jet permettait de découvrir la présence de modèles dépourvus de cache de niveau 3 (Cache L3) en préparation.
| Référence       | Cœur   | Socket   | Cache L3 |
| --------------- | ------ | -------- | -------- |
| Phenom X4 20x00 | Deneb  | AM3      | 6 Mio    |
| Phenom X4 20x50 | Deneb  | AM2/AM2+ | 6 Mio    |
| Phenom X4 16x00 | Propus | AM3      | -        |
| Phenom X3 14x00 | Heka   | AM3      | 6 Mio    |
| Phenom X3 12x00 | Rana   | AM3      | -        |

### Version officielle
À la suite du lancement des Core i7, la nomenclature a été revue tout comme la date de lancement avancée au début de l'année 2009. La présence du chiffre 5 en troisième position correspond ainsi aux modèles mis à jour construits autour du socket AM3. La nouvelle nomenclature est similaire à celle adopté par Intel pour son Core i7 pour faciliter les comparaisons bien que cette dernière soit d'un niveau de performance supérieure. En plus de la gamme traditionnelle, AMD devrait proposer une gamme éco-énergétique caractérisée par un TDP plus faible[réf. nécessaire]. Elle remplacerait ainsi les Phenom 9..0e et 8..0e.
| Phenom II        |          |      |       |
| Phenom II X6 X.. | Thuban   | AM3  | 6 Mio |
| Phenom II X4 9.. | Deneb    | AM3  | 6 Mio |
| Phenom II X4 9x0 | Deneb    | AM2+ | 6 Mio |
| Phenom II X4 8.. | Deneb    | AM3  | 4 Mio |
| Phenom II X3 7.. | Heka     | AM3  | 6 Mio |
| Phenom II X2 5.. | Callisto | AM3  | 6 Mio |

## Bug et autres problèmes

### Gestion de la DDR3-1333 MHz
Les Phenom II sur socket AM3 sont les premiers processeurs AMD à intégrer la gestion de la mémoire DDR3, tout comme les Intel Core i7. Bien que ces derniers ne puissent officiellement gérer que jusqu'à la DDR3-1066, le contrôleur DDR3 des Phenom II peut accepter jusqu'à la DDR3-1333. Or AMD a reconnu qu'il existait un bug dans la gestion de quatre barrettes de DDR-1333. Ce bug  oblige les utilisateurs à ne monter que deux barrettes de ce type ou lui préférer le montage de quatre barrettes de DDR3-1066 (PC3-8500). Il sera par la suite réglé avec la révision C3.

### Débridage du processeur
Plusieurs références Phenom II reposent sur la désactivation de certains composants du die jugés défectueux dans le but de rentabiliser les chaines de production. Toutefois certaines séries semblent ne pas présenter de composants défectueux au point qu'il soit possible de les réactiver. Il s'avèrerait que l'identifiant CPUID permette de déterminer le type de puce exploitée pour chaque gamme de processeur :
- RB : puce de Phenom II X4
- BL : puce d'Athlon II X4
- DA : puce d'Athlon II X2

#### Réactivation des cœurs
Le premier cas connu concerne la réactivation du quatrième cœur des Phenom II X3. Une simple manipulation du bios permet de le réactiver et de transformer le Phenom II X3 en Phenom II X4. Toutefois la réussite d'une telle manipulation dépend de la semaine de fabrication du processeur, et ne peut être généralisée, pouvant parfois rendre instable le système. Très vite des rumeurs indiquait qu'AMD voulait interdire cette pratique en modifiant la microsonde du processeur voire en demandant aux fabricants une mise à jour du bios des cartes mères, il faudra attendre quelques mois pour qu'AMD réagisse en réfutant une telle idée. Entre-temps, certains fabricants de carte-mères ont confirmé à la presse la viabilité d'une telle manipulation. Tout d'abord ASRock via ses cartes-mères à base de chipset 790GX et 780G puis Gigabyte a dévoilé une série d'illustrations à la presse vantant une telle pratique mais sur la base du chipset nForce 720d confirmant ainsi que le déblocage était possible aussi sur les chipsets Nvidia grâce à l'ajout de la fonction NVCC, équivalent chez AMD de la fonction ACC. Plus tard, ASRock a de nouveau récidivé en indiquant que les Athlon II X3 pourront eux aussi retrouver leur quatrième cœur manquant. En octobre 2009, le fabricant Asus a profité des mises à jour du bios de plusieurs de ses modèles de carte mère pour intégrer une fonction nommé Unleashing mode qui faciliterait la réactivation des cœurs fonctionnels.

#### Réactivation du cache L3
Tout comme les cœurs, il est possible de réactiver le cache L3 manquant pour les séries Phenom II X4 8.. (4 Mio au lieu de 6 Mio) en effectuant une mise à jour du bios de la carte mère. Toutefois cette méthode n'est pas stable car un simple reboot ou Clear CMOS suffit à annuler la modification. Il semble que l'ACC en soit la cause car ce dernier disparait par la suite.

#### Débloquer le coefficient multiplicateur
Pour faciliter l'overclocking, il est possible de transformer son Phenom II en exemplaire de test (Engineering Sample). La manipulation a été découvert par Overclocked Inside et permet de débloquer le coefficient multiplicateur ainsi que le vCore. Il suffit pour cela d'activer l’AAC, sauver la configuration, quitter le BIOS et appuyer sur le bouton reset de la machine au moment où l’écran de démarrage du BIOS apparait.

### Tension Vcore élevée
Les tests effectués à la suite de la commercialisation du Phenom II X4 965 BE ont révélé qu'AMD avait augmenté la tension du processeur (Vcore) passant ainsi dans la pratique de 1,328 V (X4 955 BE) à 1,408 V. Cette augmentation de la tension surprend d'autant plus que le processeur peut parfaitement fonctionner à environ 1,25 V, et qu'il entraine une augmentation sensible du TDP qui passe à 140 W contre 125 W pour le 955 BE. L'une des explications possibles serait de justifier la gamme Energy Efficient (x4 9..e) bénéficiant d'un TDP relativement bas (65 W) tout comme son Vcore. Cependant des rumeurs indiquent qu'AMD pourrait proposer pour la fin de l'année 2009 un X4 965 BE disposant d'un TDP plus bas de 125 W comme le X4 955 BE.

## La gamme Bureau

### Thuban
À la suite de l'annonce d'Intel de proposer une déclinaison hexa-cœur (nom de code Gulftown) pour le grand public et basé sur l'architecture Nehalem, AMD a réagi en se lançant à son tour sur ce segment. Bien que sa dénomination respecte l'utilisation de nom d'étoile, cette coïncidence avec le nom de la plate-forme Dragon pour processeur AMD ont alimenté les rumeurs sur son éventuelle commercialisation qui fut confirmé par la suite par AMD.

La lettre T en fin de référence semble indiquer la présence d'une nouvelle génération de puce que l'on peut aussi attribuer à l'abréviation de Thuban et qui correspond à une déclinaison grand public de l'Opteron Istanbul.  Sa dénomination définitive, Phenom II X6, a été officiellement dévoilée lors de la présentation des premiers chipsets de la série 8.. au cours du CeBIT 2010,.
| Modèle                     | Nombre de cœurs | Fréquence | Fréquence | Cache       | Cache       | Cache | Mult. | Tension | Révision | TDP   | HyperTransport | Référence     | Commercialisation | Commercialisation | Commercialisation |
| Modèle                     | Nombre de cœurs | base      | Turbo     | L1          | L2          | L3    | Mult. | Tension | Révision | TDP   | HyperTransport | Référence     | Début             | Fin de vie        |                   |
| -------------------------- | --------------- | --------- | --------- | ----------- | ----------- | ----- | ----- | ------- | -------- | ----- | -------------- | ------------- | ----------------- | ----------------- | ----------------- |
| Phenom II X6 Black Edition |                 |           |           |             |             |       |       |         |          |       |                |               |                   |                   |                   |
| X6 1100T BE                | 6               | 3,3 GHz   | 3,7 GHz   | 6 × 128 Kio | 6 × 512 Kio | 6 Mio | 16.5  |         |          | 125 W | 4.0 Gt/s       | HDEOOZFBGRBOX | décembre 2010     |                   |                   |
| X6 1090T BE                | 6               | 3,2 GHz   | 3,6 GHz   | 6 × 128 Kio | 6 × 512 Kio | 6 Mio | 16    |         |          | 125 W | 4.0 Gt/s       | HDT90ZFBGRBOX | 27 avril 2010     |                   |                   |
| Phenom II X6 10x5T         |                 |           |           |             |             |       |       |         |          |       |                |               |                   |                   |                   |
| X6 1075T                   | 6               | 3,0 GHz   | 3,5 GHz   | 6 × 128 Kio | 6 × 512 Kio | 6 Mio | 15    |         |          | 125 W | 4.0 Gt/s       | HDT75TFBGRBOX | 3e trim. 2010     |                   |                   |
| X6 1065T                   | 6               | 2,9 GHz   | 3,4 GHz   | 6 × 128 Kio | 6 × 512 Kio | 6 Mio | 14.5  |         |          | 95W   | 4.0 Gt/s       | HDT65TFBK6DGR | 26 avril 2010     |                   |                   |
| X6 1055T                   | 6               | 2,8 GHz   | 3,3 GHz   | 6 × 128 Kio | 6 × 512 Kio | 6 Mio | 14    |         |          | 125W  | 4.0 Gt/s       | HDT55TFBK6DGR | 26 avril 2010     |                   |                   |
| X6 1055T                   | 6               | 2,8 GHz   | 3,3 GHz   | 6 × 128 Kio | 6 × 512 Kio | 6 Mio | 14    |         |          | 95W   | 4.0 Gt/s       | HDT55TWFK6DGR | mai 2010          |                   |                   |
| X6 1045T                   | 6               | 2,7 GHz   | 3,2 GHz   | 6 × 128 Kio | 6 × 512 Kio | 6 Mio | 13.5  |         |          | 95 W  | 4.0 Gt/s       | HDT45TWFGRBOX |                   |                   |                   |
| X6 1035T                   | 6               | 2,6 GHz   | 3,1 GHz   | 6 × 128 Kio | 6 × 512 Kio | 6 Mio | 13    |         |          | 95 W  | 4.0 Gt/s       | HDT35TWFGRBOX | 3e trim. 2010     |                   |                   |

### Zosma
Le Zosma serait une déclinaison du Thuban mais avec deux cœurs désactivés et sans cache L3 (sauf pour le 960T qui comporte 6MB de cache L3), ce qui expliquerait la lettre T en fin de référence.
| Modèle            | Nombre de cœurs | Fréquence | Fréquence | Cache       | Cache       | Cache | Mult. | Tension | Révision | TDP  | HyperTransport | Référence | Commercialisation | Commercialisation | Commercialisation |
| Modèle            | Nombre de cœurs | base      | Turbo     | L1          | L2          | L3    | Mult. | Tension | Révision | TDP  | HyperTransport | Référence | Début             | Fin de vie        |                   |
| ----------------- | --------------- | --------- | --------- | ----------- | ----------- | ----- | ----- | ------- | -------- | ---- | -------------- | --------- | ----------------- | ----------------- | ----------------- |
| Phenom II X4 9..T |                 |           |           |             |             |       |       |         |          |      |                |           |                   |                   |                   |
| X4 960T           | 4               | 3,0 GHz   | 3,4 GHz   | 4 × 128 Kio | 4 × 512 Kio | 6 Mio |       |         |          | 95 W | 4.0 Gt/s       |           | 3e trim. 2010     |                   |                   |
| Phenom II X4 8..T |                 |           |           |             |             |       |       |         |          |      |                |           |                   |                   |                   |
| X4 840T           | 4               | 2,9 GHz   |           | 4 × 128 Kio | 4 × 512 Kio |       |       |         |          | 95 W |                |           | 2010 ?            |                   |                   |

### Deneb FX

Logo de gamme AMD Phenom II X4 (Deneb).

La gamme Deneb FX avait pour but de relancer AMD dans le secteur des processeurs très haut de gamme après l'abandon de la commercialisation des  Agena FX à la suite des difficultés de montée en fréquence des Phenom. Si la gamme a bien été décrite dans une diapositive fournie par AMD, la gamme Deneb FX n'a pourtant jamais été développée laissant le secteur très haut de gamme représenté par les modèles Black Edition (BE) et de manière plus anecdotique par le Black Edition TWKR.

### Deneb
Le cœur Deneb correspond à la gamme quad-core des Phenom II. C'est la seule gamme à avoir été proposé avec des modèles dédiés au socket AM2+. Selon la règle de rétro compatibilité, les modèles à socket AM3 sont utilisables sur sockets AM2 et AM2+ mais pas l'inverse.

#### Black Edition TWKR
Au cours du mois de juin 2009, l'assembleur Maingear PC dévoile l'existence d'un nouveau processeur atypique : le Phenom II 42 Black Edition TWKR (TWKR = TWeaKeR). Peu d'informations sont alors communiquées sur les caractéristiques de ce nouveau processeur. Tout au plus les rumeurs parlaient d'un CPU quadcore, très similaire au X4 955 BE, mais triés par AMD pour permettre ainsi de meilleures performances en overclocking. Ces processeurs seraient en outre vendus dans un coffret.
À la fin de ce même mois, le site Web Legit Reviews a dévoilé les caractéristiques et le potentiel d'overclocking du processeur. Le Phenom II 42 Black Edition TWKR est ainsi un processeur uniquement destiné à la communauté des overclockers dans le cadre d'évènements promotionnels et ne sera pas donc pas disponible à la vente. Enfin le processeur est bien fourni dans un coffret spécifique (figure 3) nommé Pandora's Box (Boîte de Pandore).

Le terme 42 se rapporte aux 4 cœurs que contient le processeur, chacun étant cadencé à 2 GHz, mais il fait aussi référence au Guide du voyageur galactique dont la réponse à « la Vie, l'Univers et le Reste » est 42. Aucune autre information n'est disponible en termes de reconnaissance matériel : le Bios ainsi que CPU-Z fournissent « AMD Processor Model unknown ». La fréquence par défaut est de seulement 2,0 GHz, ce qui implique que le processeur doit être surcadencé pour atteindre ne serait-ce que les fréquences des Phenom II commercialisés ; le plus rapide était alors le Phenom II X4 955 BE à 3,2 GHz, que le 42 BE dépasserait de 100 MHz en refroidissement par air et 200 MHz en refroidissement extrême (?) avec une tension légèrement inférieure.

Malgré son caractère restrictif à des évènements promotionnels, AMD a décidé de mettre aux enchères sur eBay l'un de ces processeurs Black Edition TWKR au profit d'une association caritative d'aide aux personnes âgées, Family Eldercare, localisée à Austin (Texas, États-Unis). Initialement mis en ventre à 1 $, les enchères sont montées à 11 600 $ ce qui en ferait le processeur le plus cher vendu à ce jour.
| Modèle                       | Nombre de cœurs | Fréquence | Cache       | Cache       | Cache | Mult. | Tension | Révision | Die | TDP   | HyperTransport | Référence | Commercialisation |
| Modèle                       | Nombre de cœurs | Fréquence | L1          | L2          | L3    | Mult. | Tension | Révision | Die | TDP   | HyperTransport | Référence | Commercialisation |
| ---------------------------- | --------------- | --------- | ----------- | ----------- | ----- | ----- | ------- | -------- | --- | ----- | -------------- | --------- | ----------------- |
| Phenom II TWKR Black Edition |                 |           |             |             |       |       |         |          |     |       |                |           |                   |
| 42                           | 4               | 2,0 GHz   | 4 × 128 Kio | 4 × 512 Kio | 6 Mio | Libre |         | C2       | RB  | 125 W | 1 800 MHz      |           | aucune            |

#### Socket AM3
La gamme à socket AM3 (DDR3/DDR2) correspond à l'essentiel des modèles Phenom II X4. Le die-shrink se fait ici ressentir grâce à la baisse du TDP. Par rapport au modèles pour socket AM2+, ils bénéficient d'une fréquence du bus HyperTransport plus élevé de 200 MHz et d'une meilleure gestion de la consommation d'énergie. On distingue deux références selon la quantité de cache L3 : X4 9.. (6 Mio) et X4 8.. (4 Mio). Cette différence s'explique par une désactivation partielle du cache L3 qu'il est possible de réactiver dans certains cas. La différence entre les deux gammes se rencontre sur certaines applications telles que les jeux où les modèles 8.. sont en léger retrait.
Un modèle X4 950 (3,1 GHz) était initialement programmé pour socket AM3 mais fut finalement remplacé par le X4 955 BE (3,2 GHz). Les modèles X4 805 et 910 sont quant à eux réservés au marché OEM.
| Modèle                         | Nombre de cœurs | Fréquence | Cache       | Cache       | Cache | Mult. | Tension         | Révision | Die | TDP         | HyperTransport | Référence                   | Commercialisation             | Commercialisation | Commercialisation |
| Modèle                         | Nombre de cœurs | Fréquence | L1          | L2          | L3    | Mult. | Tension         | Révision | Die | TDP         | HyperTransport | Référence                   | Début                         | Fin de vie        |                   |
| ------------------------------ | --------------- | --------- | ----------- | ----------- | ----- | ----- | --------------- | -------- | --- | ----------- | -------------- | --------------------------- | ----------------------------- | ----------------- | ----------------- |
| Phenom II X4 9.. Black Edition |                 |           |             |             |       |       |                 |          |     |             |                |                             |                               |                   |                   |
| X4 980 BE                      | 4               | 3,7 GHz   | 4 × 128 Kio | 4 × 512 Kio | 6 Mio | ×18.5 |                 | C3       | RB  | 125 W       | 4,0 GT/s       | HDZ980FBK4DGI               | Avril 2011                    |                   |                   |
| X4 975 BE                      | 4               | 3,6 GHz   | 4 × 128 Kio | 4 × 512 Kio | 6 Mio | ×18   |                 | C3       | RB  | 125 W       | 4,0 GT/s       | HDZ975FGMBOX                | Février 2011                  |                   |                   |
| X4 970 BE                      | 4               | 3,5 GHz   | 4 × 128 Kio | 4 × 512 Kio | 6 Mio | ×17,5 | 0,85 - 1,425 V  | C2       | RB  | 125 W       | 4,0 GT/s       | HDZ970FBGMBOX               | Septembre 2010                |                   |                   |
| X4 965 BE X4 965s BE           | 4               | 3,4 GHz   | 4 × 128 Kio | 4 × 512 Kio | 6 Mio | ×17   | 0,85 - 1,425 V  | C2 C3    | RB  | 140 W 125 W | 4,0 GT/s       | HDZ965FBK4DGI HDZ965FBK4DGM | 13 août 2009 4 novembre 2009  |                   |                   |
| X4 955 BE                      | 4               | 3,2 GHz   | 4 × 128 Kio | 4 × 512 Kio | 6 Mio | ×16   | 0,875 - 1,5 V   | C2       | RB  | 125 W       | 4,0 GT/s       | HDZ955FBK4DGI               | 23 avril 2009                 |                   |                   |
| Phenom II X4 9..               |                 |           |             |             |       |       |                 |          |     |             |                |                             |                               |                   |                   |
| X4 945                         | 4               | 3,0 GHz   | 4 × 128 Kio | 4 × 512 Kio | 6 Mio | ×15   | 0,875 - 1,5V    | C2       | RB  | 125 W 95 W  | 4,0 GT/s       | HDX945FBK4DGI               | 23 avril 2009 23 juillet 2009 |                   |                   |
| X4 925                         | 4               | 2,8 GHz   | 4 × 128 Kio | 4 × 512 Kio | 6 Mio | ×14   |                 |          | RB  | 95 W        | 4,0 GT/s       |                             | avril 2009                    |                   |                   |
| X4 910                         | 4               | 2,6 GHz   | 4 × 128 Kio | 4 × 512 Kio | 6 Mio | ×13   | 0,875 - 1,425 V | C2       | RB  | 95 W        | 4,0 GT/s       | HDX910WFK4DGI               | 9 février 2009                |                   |                   |
| Phenom II X4 9..e              |                 |           |             |             |       |       |                 |          |     |             |                |                             |                               |                   |                   |
| X4 910e                        | 4               | 2,6 GHz   | 4 × 128 Kio | 4 × 512 Kio | 6 Mio | ×13   |                 | C3       | RB  | 65 W        | 4,0 GT/s       |                             | 1er trim. 2010                |                   |                   |
| X4 905e                        | 4               | 2,5 GHz   | 4 × 128 Kio | 4 × 512 Kio | 6 Mio | ×12,5 | 0,825 - 1,25 V  | C2       | RB  | 65 W        | 4,0 GT/s       | HD905EOCK4DGI               | 9 juin 2009                   |                   |                   |
| X4 900e                        | 4               | 2,4 GHz   | 4 × 128 Kio | 4 × 512 Kio | 6 Mio | ×12   | 0,825 - 1,25 V  | C2       | RB  | 65 W        | 4,0 GT/s       | HD900EOCK4DGI               | 9 juin 2009                   |                   |                   |
| Phenom II X4 8..               |                 |           |             |             |       |       |                 |          |     |             |                |                             |                               |                   |                   |
| X4 820                         | 4               | 2,8 GHz   | 4 × 128 Kio | 4 × 512 Kio | 4 Mio | ×14   | 0,875 - 1,425 V | C2       | RB  | 95 W        | 4,0 GT/s       |                             | Inconnue                      |                   |                   |
| X4 810                         | 4               | 2,6 GHz   | 4 × 128 Kio | 4 × 512 Kio | 4 Mio | ×13   | 0,875 - 1,425 V | C2       | RB  | 95 W        | 4,0 GT/s       | HDX810WFK4FGI               | 9 février 2009                | 29 juillet 2009   |                   |
| X4 805                         | 4               | 2,5 GHz   | 4 × 128 Kio | 4 × 512 Kio | 4 Mio | ×12,5 | 0,875 - 1,425 V | C2       | RB  | 95 W        | 4,0 GT/s       | HDX805WFK4FGI               | 9 février 2009                |                   |                   |

#### Socket AM2+
Les modèles à socket AM2+ (DDR2) sont les premiers modèles à sortir. Ils conservent un TDP similaire aux précédents Phenom mais se distinguent par une gamme de fréquence plus élevée (3 GHz contre 2,6 GHz précédemment). Leur sortie en premier sert avant tout à satisfaire les possesseurs de carte mère à socket AM2+ qui souhaitent mettre à niveau à moindre coût. Toutefois la commercialisation quelques mois plus tard du socket AM3 et des modèles dédiés, limite l'intérêt de tels processeurs qui ne sont pas compatibles avec ce nouveau socket et explique le catalogue réduit des modèles AM2+. Certains sites spécialisés exprimeront ainsi des doutes sur l'intérêt in fine de la commercialisation de tels modèles qu'ils considèrent comme mort-nés.
| Modèle                         | Nombre de cœurs | Fréquence | Cache       | Cache       | Cache | Mult. | Tension       | Révision | Die | TDP   | HyperTransport | Référence     | Commercialisation | Commercialisation | Commercialisation |
| Modèle                         | Nombre de cœurs | Fréquence | L1          | L2          | L3    | Mult. | Tension       | Révision | Die | TDP   | HyperTransport | Référence     | Début             | Fin de vie        |                   |
| ------------------------------ | --------------- | --------- | ----------- | ----------- | ----- | ----- | ------------- | -------- | --- | ----- | -------------- | ------------- | ----------------- | ----------------- | ----------------- |
| Phenom II X4 9.. Black Edition |                 |           |             |             |       |       |               |          |     |       |                |               |                   |                   |                   |
| X4 940 BE                      | 4               | 3,0 GHz   | 4 × 128 Kio | 4 × 512 Kio | 6 Mio | ×15   | 1,15 - 1,30 V | C2       | RB  | 125 W | 3,6 GT/s       | HDZ940XCJ4DGI | 8 janvier 2009    | 29 juillet 2009   |                   |
| Phenom II X4 9..               |                 |           |             |             |       |       |               |          |     |       |                |               |                   |                   |                   |
| X4 920                         | 4               | 2,8 GHz   | 4 × 128 Kio | 4 × 512 Kio | 6 Mio | ×14   | 1,15 - 1,30 V | C2       | RB  | 125 W | 3,6 GT/s       | HDX920XCJ4DGI | 8 janvier 2009    | 29 juillet 2009   |                   |

### Heka

Le cœur Heka représente la gamme triple-core des Phenom II uniquement disponibles sur socket AM3. Ils correspondent aux modèles X4 9.. auxquels a été désactivé un cœur à l'image de leur prédécesseur, les Phenom X3 8..0. Cette méthode permet ainsi de limiter les pertes en fin de chaîne de production en recyclant des dies dont l'un des cœurs est jugé défaillant. Toutefois certains processeurs comporteraient un quatrième cœur viable qu'il serait possible de réactiver. Une telle manipulation rend d'autant plus attractif les Phenom II X3 par rapport aux Phenom II X4. Leur cache L3 de 6 Mio leur permet dans certains conditions de mieux se comporter que les Phenom II X4 8..
| Modèle                         | Nombre de cœurs | Fréquence | Cache       | Cache       | Cache | Mult. | Tension         | Révision | Die | TDP  | HyperTransport | Référence     | Commercialisation | Commercialisation | Commercialisation |
| Modèle                         | Nombre de cœurs | Fréquence | L1          | L2          | L3    | Mult. | Tension         | Révision | Die | TDP  | HyperTransport | Référence     | Début             | Fin de vie        |                   |
| ------------------------------ | --------------- | --------- | ----------- | ----------- | ----- | ----- | --------------- | -------- | --- | ---- | -------------- | ------------- | ----------------- | ----------------- | ----------------- |
| Phenom II X3 7.. Black Edition |                 |           |             |             |       |       |                 |          |     |      |                |               |                   |                   |                   |
| X3 720 BE                      | 3               | 2,8 GHz   | 3 × 128 Kio | 3 × 512 Kio | 6 Mio | ×14   | 0,85 - 1,425 V  | C2       | RB  | 95 W | 3,6 GT/s       | HDZ720WFK3DGI | 9 février 2009    | En fin de vie     |                   |
| Phenom II X3 7..               |                 |           |             |             |       |       |                 |          |     |      |                |               |                   |                   |                   |
| X3 740                         | 3               | 3,0 GHz   | 3 × 128 Kio | 3 × 512 Kio | 6 Mio | ×15   | 0,875 - 1,425 V | C2       | RB  | 95 W | 3,6 GT/s       |               | 2009              |                   |                   |
| X3 715                         | 3               | 2,8 GHz   | 3 × 128 Kio | 3 × 512 Kio | 6 Mio | ×14   | 0,875 - 1,425 V | C2       | RB  | 95 W | 3,6 GT/s       |               | 2009              |                   |                   |
| X3 710                         | 3               | 2,6 GHz   | 3 × 128 Kio | 3 × 512 Kio | 6 Mio | ×13   | 0,875 - 1,425 V | C2       | RB  | 95 W | 3,6 GT/s       | HDX710WFK3DGI | 9 février 2009    | 29 juillet 2009   |                   |
| Phenom II X3 7..e              |                 |           |             |             |       |       |                 |          |     |      |                |               |                   |                   |                   |
| X3 705e                        | 3               | 2,5 GHz   | 3 × 128 Kio | 3 × 512 Kio | 6 Mio | ×12,5 | 0,825 - 1,25 V  | C2       | RB  | 65 W | 3,6 GT/s       | HD705EOCK3DGI | 2009              |                   |                   |
| X3 700e                        | 3               | 2,4 GHz   | 3 × 128 Kio | 3 × 512 Kio | 6 Mio | ×12   | 0,825 - 1,25 V  | C2       | RB  | 65 W | 3,6 GT/s       | HD700EOCK3DGI | 2009              |                   |                   |

### Callisto

Présenté au salon Computex de Taipei le 2 juin 2009, le Phenom II X2 est une version X4 amputée de 2 cores.
| Modèle                         | Nombre de cœurs | Fréquence | Cache       | Cache       | Cache | Mult. | Tension                      | Révision | Die | TDP  | HyperTransport | Référence                   | Commercialisation           |
| Modèle                         | Nombre de cœurs | Fréquence | L1          | L2          | L3    | Mult. | Tension                      | Révision | Die | TDP  | HyperTransport | Référence                   | Commercialisation           |
| ------------------------------ | --------------- | --------- | ----------- | ----------- | ----- | ----- | ---------------------------- | -------- | --- | ---- | -------------- | --------------------------- | --------------------------- |
| Phenom II X2 5.. Black Edition |                 |           |             |             |       |       |                              |          |     |      |                |                             |                             |
| X2 565 BE                      | 2               | 3,4 GHz   |             |             |       |       |                              |          |     | 80 W |                |                             |                             |
| X2 560 BE                      | 2               | 3,3 GHz   |             |             |       |       |                              |          |     | 80 W |                |                             |                             |
| X2 555 BE                      | 2               | 3,2 GHz   | 2 × 128 Kio | 2 × 512 Kio | 6 Mio | ×16   | 0,875 - 1,40 V               | C3       | RB  | 80 W | 4,0 GT/s       | HDZ555WFK2DGM               | 25 janvier 2010             |
| X2 550 BE                      | 2               | 3,1 GHz   | 2 × 128 Kio | 2 × 512 Kio | 6 Mio | ×15,5 | 0,85 - 1,425 V 0,875 - 1,4 V | C2 C3    | RB  | 80 W | 4,0 GT/s       | HDZ550WFK2DGI HDX550WFK2DGM | 2 juin 2009 4 novembre 2009 |
| Phenom II X2 5..               |                 |           |             |             |       |       |                              |          |     |      |                |                             |                             |
| X2 545                         | 2               | 3,0 GHz   | 2 × 128 Kio | 2 × 512 Kio | 6 Mio | ×15   | 0,875 - 1,425 V 0,9 - 1,4 V  | C2 C3    | RB  | 80 W | 4,0 GT/s       | HDX545WFK2DGI HDX545WFK2DGM | 2 juin 2009 4 novembre 2009 |

## La gamme Business Class

AMD a initié avec la première génération de Phenom, la gamme Business Class destinée au marché professionnel. Elle se distingue de la gamme grand public par une disponibilité des processeurs pendant 24 mois tandis que les cartes-mères et leur chipset le sont pendant 18 mois. En outre ces modèles, bien que similaires aux modèles grand public, possèdent une désignation spécifique qui serait clairement individualisée avec les Phenom II. La plate-forme Kodiak est ainsi organisé autour d'un Phenom II ou Athlon II couplé à un chipset AMD 785G. Elles se distinguent aussi par l'ajout d'une puce TPM (Trusted Platform Module) 1.2. D'autres modèles plus puissant devraient apparaitre au cours du 1er trimestre 2010.
| Modèle                   | Nombre de cœurs | Fréquence | Cache       | Cache       | Cache | Mult. | Tension        | Révision | Die | TDP  | HyperTransport | Référence     | Commercialisation | Commercialisation | Commercialisation |
| Modèle                   | Nombre de cœurs | Fréquence | L1          | L2          | L3    | Mult. | Tension        | Révision | Die | TDP  | HyperTransport | Référence     | Début             | Fin de vie        |                   |
| ------------------------ | --------------- | --------- | ----------- | ----------- | ----- | ----- | -------------- | -------- | --- | ---- | -------------- | ------------- | ----------------- | ----------------- | ----------------- |
| Phenom II Business Class |                 |           |             |             |       |       |                |          |     |      |                |               |                   |                   |                   |
| X4 B95                   | 4               | 3,0 GHz   | 4 × 128 Kio | 4 × 512 Kio | 6 Mio | ×15   | 0,80 - 1,425 V | C2       | RB  | 95 W | 4,0 GT/s       | HDXB95WFK4DGI | 3e trim. 2009     |                   |                   |
| X4 B93                   | 4               | 2,8 GHz   | 4 × 128 Kio | 4 × 512 Kio | 6 Mio | ×14   | 0,80 - 1,425 V | C2       | RB  | 95 W | 4,0 GT/s       | HDXB93WFK4DGI | 3e trim. 2009     |                   |                   |
| X3 B75                   | 3               | 3,0 GHz   | 3 × 128 Kio | 3 × 512 Kio | 6 Mio | ×15   | 0,80 - 1,425 V | C2       | RB  | 95 W | 4,0 GT/s       | HDXB75WFK3DGI | 3e trim. 2009     |                   |                   |
| X3 B73                   | 3               | 2,8 GHz   | 3 × 128 Kio | 3 × 512 Kio | 6 Mio | ×14   | 0,80 - 1,425 V | C2       | RB  | 95 W | 4,0 GT/s       | HDXB73WFK3DGI | 3e trim. 2009     |                   |                   |
| X2 B55                   | 2               | 3,0 GHz   | 2 × 128 Kio | 2 × 512 Kio | 6 Mio | ×15   | 0,80 - 1,425 V | C2       | RB  | 95 W | 4,0 GT/s       | HDXB55WFK2DGM | 3e trim. 2009     |                   |                   |
| X2 B53                   | 2               | 2,8 GHz   | 2 × 128 Kio | 2 × 512 Kio | 6 Mio | ×14   | 0,80 - 1,425 V | C2       | RB  | 95 W | 4,0 GT/s       | HDXB53WFK2DGM | 3e trim. 2009     |                   |                   |

## La gamme Mobile
AMD proposera à partir du second trimestre 2010, une nouvelle plate-forme mobile nommée Danube et entièrement basé sur le die-shrink 45 nm du K10. Cette plate-forme présentera une composante Processeur + Chipset (RS880M) dont l'IGP sera une Radeon HD4200. Ils seront accompagnés d'un southbridge SB820M et supportera la mémoire DDR3 et DDR3L (variante basse consommation).
| Modèle            | Nombre de cœurs | Fréquence | Cache       | Cache       | Cache | Mult. | Tension | Révision | TDP  | HyperTransport | Référence | Commercialisation | Commercialisation | Commercialisation |
| Modèle            | Nombre de cœurs | Fréquence | L1          | L2          | L3    | Mult. | Tension | Révision | TDP  | HyperTransport | Référence | Début             | Fin de vie        |                   |
| ----------------- | --------------- | --------- | ----------- | ----------- | ----- | ----- | ------- | -------- | ---- | -------------- | --------- | ----------------- | ----------------- | ----------------- |
| Phenom II X..0 BE |                 |           |             |             |       |       |         |          |      |                |           |                   |                   |                   |
| X920 BE           | 4               | 2,30 GHz  | 4 × 128 Kio | 4 × 512 Kio | -     |       |         |          | 45 W | 3,6 GT/s       |           | mai 2010          |                   |                   |
| X620 BE           | 2               | 3,10 GHz  | 4 × 128 Kio | 4 × 512 Kio | -     |       |         |          | 45 W | 3,6 GT/s       |           | mai 2010          |                   |                   |
| Phenom II NX.0    |                 |           |             |             |       |       |         |          |      |                |           |                   |                   |                   |
| N930              | 4               | 2,00 GHz  | 4 × 128 Kio | 4 × 512 Kio | -     |       |         |          | 35 W | 3,6 GT/s       |           | mai 2010          |                   |                   |
| N830              | 3               | 2,10 GHz  | 3 × 128 Kio | 3 × 512 Kio | -     |       |         |          | 35 W | 3,6 GT/s       |           | mai 2010          |                   |                   |
| N620              | 2               | 2,80 GHz  | 2 × 128 Kio | 2 × 1 Mio   | -     |       |         |          | 35 W | 3,6 GT/s       |           | mai 2010          |                   |                   |
| Phenom II PX.0    |                 |           |             |             |       |       |         |          |      |                |           |                   |                   |                   |
| P920              | 4               | 1,60 GHz  | 4 × 128 Kio | 4 × 512 Kio | -     |       |         |          | 25 W | 3,6 GT/s       |           | mai 2010          |                   |                   |
| P820              | 3               | 1,80 GHz  | 3 × 128 Kio | 3 × 512 Kio | -     |       |         |          | 25 W | 3,6 GT/s       |           | mai 2010          |                   |                   |

## Dérivés Athlon II
La gamme Phenom II est complétée vers le bas par les modèles Athlon II. Contrairement aux précédentes gammes Athlon, celle-ci comprend des variantes triple et quadri-cœurs en plus des traditionnels bi-cœurs car il s'agit de Phenom II dépourvus de cache de niveau 3 (Cache L3). À ce titre, ils bénéficient de dies spécifiques plus petits mais il s'est avéré que certains produits pouvaient être des Phenom II dont le cache L3 jugé défectueux a été désactivé. Les premiers Athlon II ont été lancés en même temps que les Phenom II X2 au salon Computex 2009. La version X2 lancée en premier est légèrement différente du fait de la quantité de mémoire cache de niveau 2 qui a été doublé (2 × 1 Mio).

## Jeux de composants compatibles
Liste de l'ensemble des jeux de composants (chipsets) compatibles avec le socket AM3. Pour les chipsets compatibles avec le socket AM2+, voir la page consacrée sur les Phenom.
| AMD 8x0           |              |          |       |        |                       |         |      |     |       |
| 890FX             | avril 2010   | RD890    | ?     | SB850  | -                     | -       | -    | -   | -     |
| 890GX             | 2 mars 2010  | RD890    | 55 nm | SB850  | RV620 - Radeon HD4290 | 700 MHz | 10.1 | ?   | UVD 2 |
| 880G              | mai 2010     | RS880    | ?     | SB810  | ?                     | ?       | ?    | ?   | ?     |
| 880M              | mai 2010     | RS880M   | ?     | SB820M | RV620 - Radeon HD4200 | ?       | 10.1 | ?   | UVD 2 |
| AMD 7x0           |              |          |       |        |                       |         |      |     |       |
| 790GX             | août 2008    | RD790    | 55 nm | SB750  | RV610 - Radeon HD3300 | 700 MHz | 10   | ?   | UVD   |
| 790FX             | octobre 2007 | RS780D   | 55 nm | SB750  | -                     | -       | -    | -   | -     |
| 790X              | ?            | RD780    | 55 nm | SB750  | -                     | -       | -    | -   | -     |
| 785G              | juillet 2009 | RS880    | 55 nm | SB750  | RV620 - Radeon HD4200 | 500 MHz | 10.1 | 2.0 | UVD 2 |
| 780G              | 5 mars 2008  | RS780    | 55 nm | SB700  | RV610 - Radeon HD3200 | 500 MHz | 10   | 2.0 | UVD   |
| 770               | octobre 2007 | RX780    | 55 nm | SB710  | -                     | -       | -    | -   | -     |
| 760G              | janvier 2009 | RS760    | 55 nm | SB710  | Radeon HD3000         | 350 MHz | 10   | 2.0 | -     |
| NVIDIA nForce 9x0 |              |          |       |        |                       |         |      |     |       |
| 980a SLI          | mars 2009    | MCP82 XE | ?     | -      | -                     | -       | -    | -   | -     |
| NVIDIA nForce 7x0 |              |          |       |        |                       |         |      |     |       |
| 720d              | mars 2009    | MCP78D   | ?     | -      | -                     | -       | -    | -   | -     |

### ATI/AMD
N'ayant pu fournir, au lancement des Phenom II, la nouvelle génération de chipset 8.. qui ne sera finalement prête que pour le second trimestre 2010, AMD a décidé de proposer les modèles déjà commercialisés pour les premiers Phenom mais modifiés pour supporter le socket AM3. Il en a profité pour compléter l'entrée de gamme avec l'arrivée du 760G.

Par la suite, le fondeur a toutefois profité des innovations sur ces puces graphiques RV7x0 pour mettre à jour certains de ses modèles à IGP avec l'arrivée des puces graphiques HD4x00 (785G). Les principales nouveautés résident dans le support de DirectX 10.1, l'implantation de la norme 1.3 du HDMI ainsi qu'un plus grand nombre de transistors. Malgré leur nomenclature, ces puces ne sont cependant pas très différentes des précédents modèles basés sur le RV610 mais correspondent davantage à une évolution (RV620). En outre elles ne prennent toujours pas en charge le son LPCM en 7.1.
C'est au cours du Cebit 2010 qu'AMD a dévoilé ses premiers modèles de chipset de la série 8x0. Par rapport à la génération 7x0, cette nouvelle gamme ne représente pas une évolution majeure. Elle se caractérise surtout par l'adoption du SATA 6 Gbit/s géré par un nouveau southbridge SB850 mais continue de nécessiter une puce tiers Nec PD720200 pour le support de l'USB 3.0. En conséquence le bus entre southbridge et northbridge (Alink Express III) a été renforcé avec un débit de 2 Go/s contre 1 Go/s. Enfin le réseau Gigabit est géré nativement par le chipset.

La partie graphique évolue peu avec la Radeon 4290. Elle peut être couplé en parallèle uniquement avec une Radeon HD5450 (Hybrid CrossFire) pour augmenter de 25 % les performances mais on perd alors le DirectX 11.

### NVIDIA
Par défaut tous les chipsets (MCP61, MCP72, MCP78) pour processeurs AMD sont compatibles avec la gamme Phenom II à l'exception du MCP68 (nForce 630, 560, 520) qui est pourtant une évolution du MCP61.
Le nForce 980a SLI n'est pas en soi un nouveau chipset mais une mise à jour du nForce 780a SLI. Il reprend ainsi les caractéristiques du MCP72 XE tout en y incluant le support de la mémoire DDR3 et la gestion du socket AM3. Il est complété vers l'entrée de gamme par le nForce 720d (MCP78D). Ces nouveaux chipsets bénéficient en outre des fonctions NVCC, équivalent aux fonctions ACC sur chipsets AMD.
Cependant ces modèles seront les derniers chipsets proposés par NVIDIA pour les processeurs Phenom II. Le fabricant a effet annoncé cesser tout développement dans le secteur des chipsets du fait de la politique de plate-forme AMD intégrant processeur et chispet et limitant de fait la concurrence. Cette initiative s'étend aussi aux processeurs Intel pour des raisons différentes.

## Le successeur du Phenom II
À l'occasion de la commercialisation des modèles Athlon II Energy efficient, AMD a dévoilé sa feuille de route dans lequel il indique migrer vers la gravure 32 nm pour 2011 tandis que son concurrent, Intel, garde une longueur d'avance car il devrait commercialiser ces premiers modèles en 32 nm pour le début 2010. la nouvelle gamme sera représenté par les processeur Zambezi, autrefois appelé Orochi, qui disposeront de quatre cœurs minimum. Ces modèles annonceront aussi des changements avec l'abandon du support de la mémoire DDR2 et la gestion du socket AM3r2. L'ensemble constituera la plate-forme Scorpuis.